# انتخابات پارلمان اروپا (۲۰۰۹)
انتخابات پارلمان اروپا در تاریخ ۴ تا ۷ ژوئن سال ۲۰۰۹ در بین ۲۷ کشور عضو اتحادیه اروپا برگزار شد. در این انتخابات ۷۳۶ نماینده پارلمان اروپا به نمایندگی از بیش از ۵۰۰ میلیون اروپایی انتخاب شدند. این انتخابات بزرگترین انتخابات فراملی تاریخ محسوب می‌شود.

## زمانبندی
در حدود سه چهارم اعضای پارلمان اروپا در روز یکشنبه ۷ ژوئن انتخاب شدند. اما به علت تفاوت روز سنتی انتخابات در کشورهای مختلف، یک چهارم باقی‌مانده از اعضا در طی سه روز منتهی به یکشنبه انتخاب شدند. به عنوان نمونه رای گیری در پادشاهی متحده در روز پنج شنبه، ۴ ژوئن برگزار شد.
- پنجشنبه ۴ ژوئن:  بریتانیا ،  هلند(۹۷ عضو)
- جمعه ۵ ژوئن:  جمهوری چک،  جمهوری ایرلند (اولین روز) (۱۲ عضو)
- شنبه ۶ ژوئن:  قبرس،  فرانسه (بخشهای خارج از خاک فرانسه)،  ایتالیا (اولین روز)،  لتونی،  مالت،  اسلواکی،  جمهوری چک (دومین روز) (۵۴ عضو)
- یکشنبه ۷ ژوئن:  اتریش،  بلژیک،  بلغارستان،  آلمان،  دانمارک،  اسپانیا،  استونی،  فنلاند،  فرانسه،  یونان،  مجارستان،  ایتالیا (دومین روز)،  لیتوانی،  لوکزامبورگ،  لهستان،  پرتغال،  رومانی،  اسلوونی،  سوئد. (۵۶۱ عضو)

در ۷ کشور، همزمان با انتخابات مذکور، انتخابات دیگری نیز برگزار گردید. انتخابات عمومی در لوکزامبورگ، مرحله دوم انتخابات ریاست جمهوری در لیتوانی (در صورت لزوم)، انتخابات دولت محلی در بخشهایی از پادشاهی متحده، ایرلند، آلمان و مالت، انتخابات محلی در بلژیک و همه‌پرسی در مورد حق ارث زنان در دانمارک.
این اولین انتخابات پارلمان اروپا بود که بلغارستان و رومانی همزمان با دیگر کشورهای عضو در آن شرکت کردند. در دورهٔ قبل انتخابات در این دو کشور در زمان پیوستنشان به اتحادیه اروپا در سال ۲۰۰۷ و غیرهمزمان با بقیه کشورهای عضو اتحادیه صورت گرفت.